# جیپ گلادیاتور

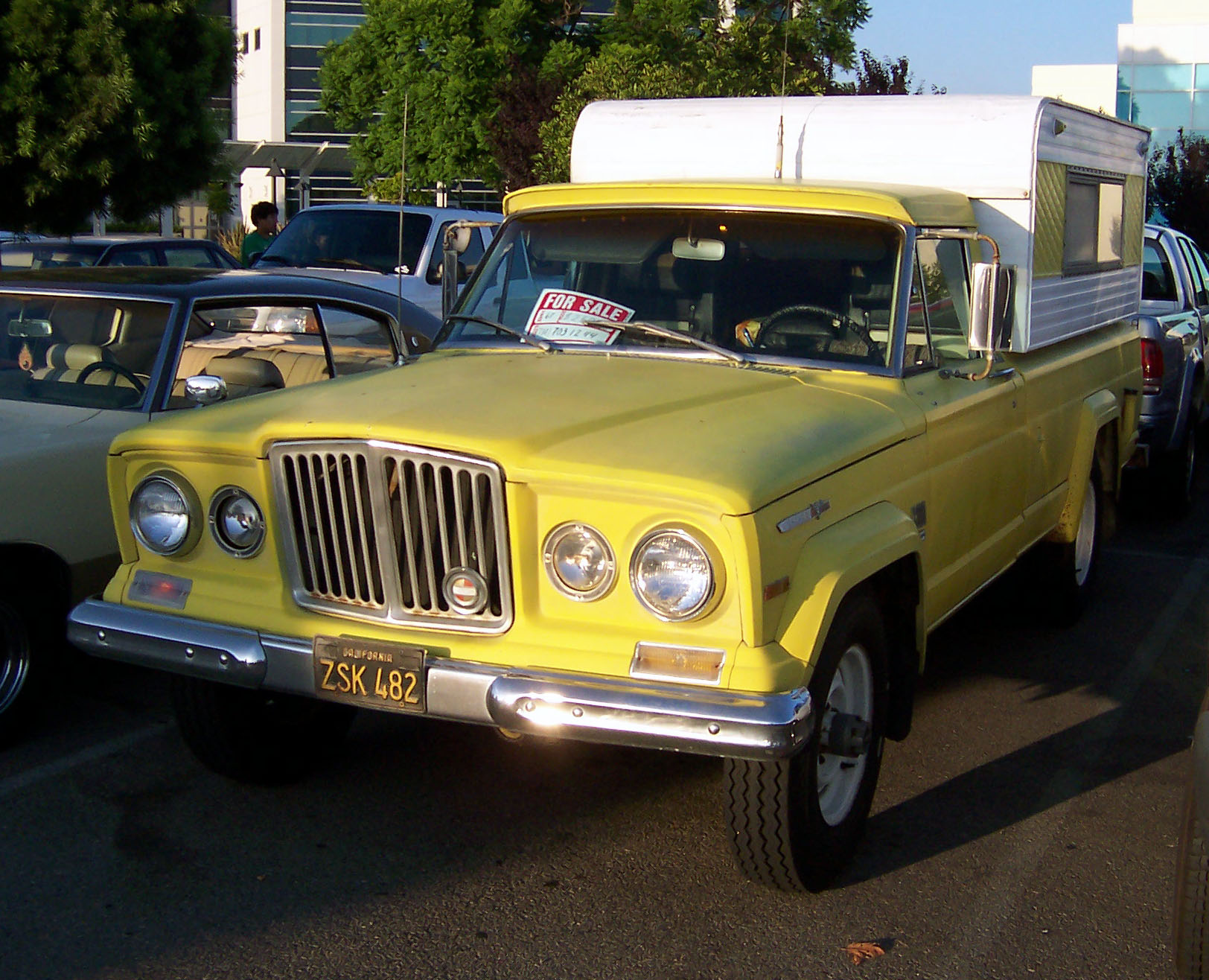

جیپ گلادیاتور (به انگلیسی: Jeep Gladiator) خودرویی است که در سال‌های ۱۹۶۲ تا ۱۹۷۰ توسط شرکت خودروسازی جیپ تولید شده‌است. 
طراحی آن موتور جلو، توزیع نیروی پیشران، چهار چرخ محرک بوده است. 